# Push It (Static-X)
Push It è un singolo del gruppo musicale statunitense Static-X, il primo estratto dal primo album in studio Wisconsin Death Trip e pubblicato nel 1999.

## Video musicale
Il videoclip del brano, diretto da Mick Olszewski, mostra scene della band che esegue il brano in una stanza alternate a quelle di una strana creatura che si aggira in vari luoghi.

## Tracce
CD promozionale (Stati Uniti)
1. Push It (Album Version) – 2:35
2. Push It (Radio Death Trip) – 2:35

CD singolo (Stati Uniti)
1. Push It – 2:35
2. Bled for Days (Live Version) – 4:09
3. Push It (JB's Death Trance Mix) – 3:32
4. Down (Previously Unreleased) – 3:14
5. Push It (Mephisto Odyssey Crucified Dub Mix) – 6:10
6. Push It – 2:40
7. Bled for Days (Live) (Video) – 4:12

## Formazione
- Wayne Static – voce, chitarra, programmazione
- Koichi Fukuda – chitarra, tastiera, programmazione
- Tony Campos – basso, cori
- Ken Jay – batteria

## Classifiche
| Classifica (1999/00)          | Posizione massima |
| ----------------------------- | ----------------- |
| Stati Uniti (alternative)     | 36                |
| Stati Uniti (mainstream rock) | 20                |